# Double messieurs de l'US Open de tennis 2025
US Open de tennis  2025
Tableau du simple messieurs

Tableau du simple dames

Tableau du double messieurs

Tableau du double dames

Tableau du double mixte
US Open de tennis 
Double messieurs
Grands Chelems 2025
Double messieurs
Cet article présente les résultats détaillés du double messieurs de l'édition 2025 de l'US Open de tennis qui est disputé du 24 août au 7 septembre 2025. Ce tournoi est le dernier de la tournée du Grand Chelem.